# Strada statale 609 Carpinetana
La ex strada statale 609 Carpinetana (SS 609), ora strada regionale 609 Carpinetana (SR 609), era una strada statale italiana che collega il Comune di Colleferro con quello di Priverno. Attualmente classificata come strada regionale, è caratterizzata da un percorso in parte pianeggiante, in parte in altura.
Conosciuta anche con il nome urbano di "Via Carpinetana", con la nascita del Comune di Colleferro la strada fu divisa in due tronconi:
- Carpinetana Nord, che va dall'incrocio con la Via Casilina, all'inizio del centro abitato di Colleferro
- Carpinetana Sud, che va dal centro abitato di Colleferro, all'altezza della rotatoria situata in zona "Murillo", fino al confine con il Comune di Segni

C'è da aggiungere inoltre, che sempre nell'abitato di Colleferro, questa arteria viaria, come tutte le strade statali, nelle tratte di competenza del comune assume nomi diversi: Corso Garibaldi e Corso Turati, in quanto rappresenta l'ossatura viaria che attraversa l'intera cittadina.

## Percorso
Nel suo percorso tocca la località Pantano, frazione del Comune di Segni, percorre il territorio di Gavignano, attraversa Montelanico, raggiunge Carpineto Romano, e da qui, attraverso i Monti Lepini con un percorso tortuoso e montano, raggiunge Maenza, in provincia di Latina, per terminare, dopo aver oltrepassato Priverno, all'incrocio con la strada statale 156 dei Monti Lepini, sempre in Comune di Priverno, all'altezza della frazione "Mezzagosto".

## Storia
Già contemplata nel piano generale delle strade aventi i requisiti di statale del 1959, è
solo col decreto del Ministro dei lavori pubblici del 27 novembre 1969 che viene elevata a rango di statale con i seguenti capisaldi d'itinerario: "Innesto strada statale n. 6 presso stazione Colleferro - Segni - Carpineto Romano - innesto strada statale n. 156 al km. 28+810".
In seguito al decreto legislativo n. 112 del 1998, dal 1º febbraio 2002 la gestione è passata dall'ANAS alla Regione Lazio, che ha ulteriormente devoluto le competenze alla Provincia di Roma e alla Provincia di Latina per le tratte territorialmente competenti. Dal 5 marzo 2007 la società Astral ha acquisito la titolarità di concessionario dell'infrastruttura.

## Località
Nel suo percorso, la SR 609 attraversa le seguenti località:
- Colleferro
- Pantano, frazione di Segni
- Quattro Strade, frazione di Gavignano
- Montelanico
- Carpineto Romano
- Maenza
- Mezzagosto, frazione di Priverno